# Bokovo-Jrustalne
Bokovo-Jrustalne (en ucraniano: Боково-Хрустальне; en ruso: Боково-Хрустальное, romanizado: Bokovo-Jrustálnoye) es una ciudad ucraniana perteneciente al óblast de Lugansk. Situado en el este del país, hasta 2020 era parte del área municipal de Krasni Luch, pero hoy es parte del raión de Rovenki y del municipio (hromada) de Jrustalni. Sin embargo, según el sistema administrativo ruso que ocupa y controla la región, Seleznivka sigue perteneciendo al municipal de Jrustalni. Durante la era soviética y hasta 2016, cuando se cambió su denominación de acuerdo con las leyes de descomunización de Ucrania, se llamaba Vajrúsheve (en ucraniano: Вахрушеве; en ruso: Вахрушево).
La ciudad se encuentra ocupada por Rusia desde la guerra del Dombás, siendo administrada como parte de la de facto República Popular de Lugansk y luego ilegalmente integrada en Rusia como parte de la República Popular de Lugansk rusa.

## Geografía
Bokovo-Jrustalne está 8 km al oeste de Jrustalni y 58 km al suroeste de Lugansk. La ciudad no está lejos de la frontera con Rusia hacia el sur.

## Historia
Una primera localidad fue fundada en 1914 (pueblo de minas n° 12 y 13) y una segunda en 1929 (pueblo de mina n° 5bis) en el marco de la explotación de yacimientos de carbón bajo el nombre de Vajruchevo. Este conjunto alcanzó el estatus de asentamiento urbano.
Lo que hoy se conoce como Bokovo-Jrustalne se formó en 1954 mediante la fusión de varios asentamientos mineros alrededor de la mina. En 1963, Vajrúsheve recibió el estatus de ciudad y su antiguo nombre, en homenaje al político soviético Vasili Vajrushev.
En mayo de 1995, el Gabinete de Ministros de Ucrania aprobó la decisión de privatizar la cantera Krasnoshchekovski ubicada en la ciudad.
En verano de 2014, durante la guerra del Dombás, los separatistas prorrusos tomaron el control de Jrustalne y desde entonces está controlado por la autoproclamada República Popular de Lugansk. El 12 de mayo de 2016, la Rada Suprema de Ucrania cambió el nombre de la ciudad de Vajrúsheve a Bokovo-Jrustalne como parte de la campaña de descomunización en Ucrania, pero la RPL no reconocieron esa decisión.

## Demografía
La evolución de la población Bokovo-Jrustalne entre 1939 y 2022 fue la siguiente:
| 5134                                                          | 11 470 | 22 131 | 18 942 | 18 162 | 14 773 | 12 197 | 11 878 | 11 625 | 11 588 | 11 518 | 11 421 |
| (Fuente: Cities & Towns of Ukraine y UKRAINE: Größere Städte) |        |        |        |        |        |        |        |        |        |        |        |

Según el censo de 2001, la lengua materna de la mayoría de los habitantes, el 82,6%, es el ruso; del 13,2% es el ucraniano.

## Economía
Las principales actividades económicas de la zona son la minería de carbón y sus actividades asociadas.

## Infraestructura

### Transporte
Bokovo-Jrustalne está a 12 km de la estación de tren de Jrustalni. También hay una carretera que atraviesa la ciudad.